# کارآفرینی اجتماعی

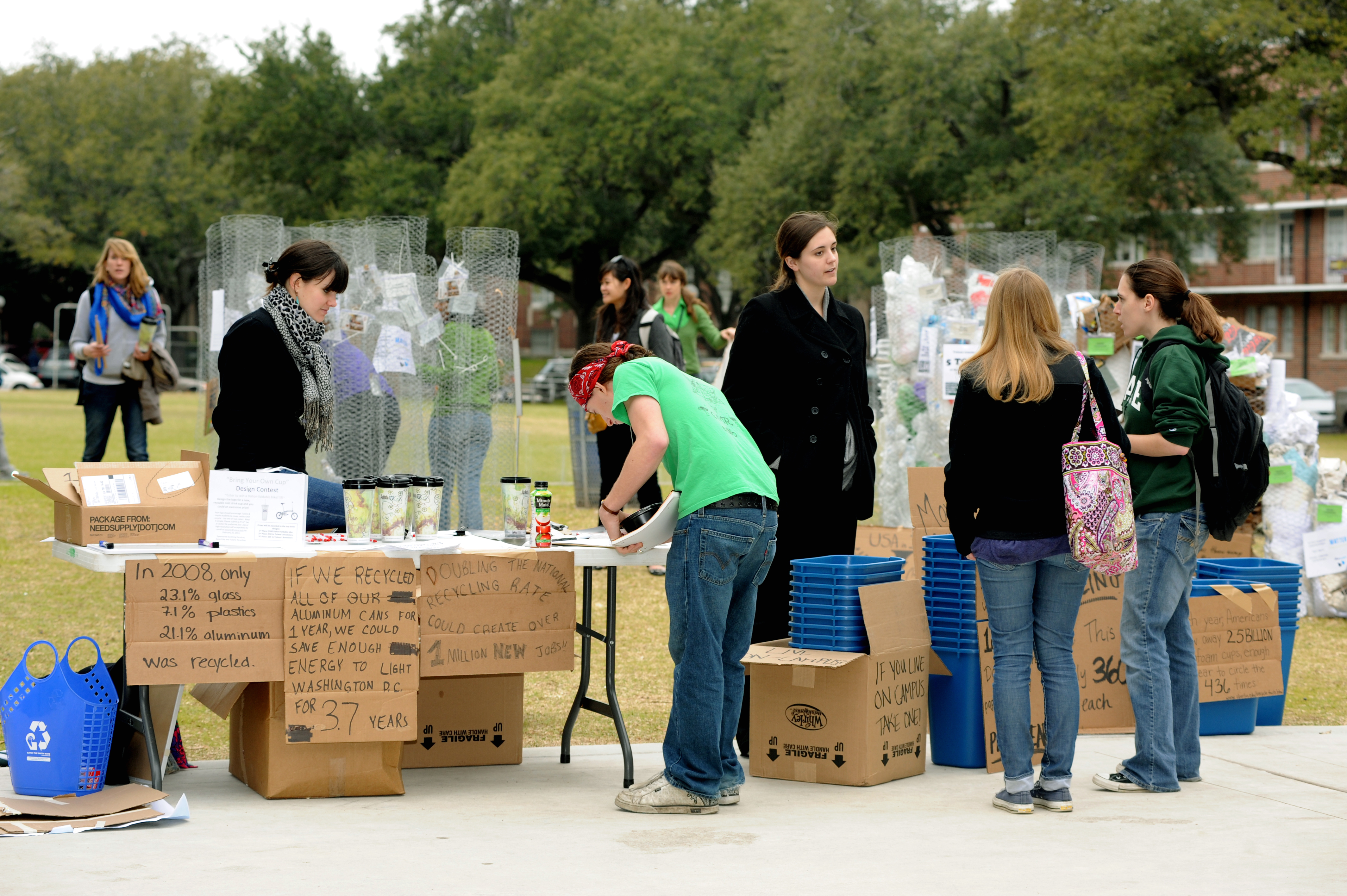
كارآفرينی اجتماعی- نوعی کار گروهی

کارآفرینی اجتماعی عملی است که کارآفرین اجتماعی انجام می‌دهد. کارآفرین اجتماعی فردی است که یک مشکل اجتماعی را تشخیص می‌دهد و از مفاهیم کارآفرینی برای سازماندهی، ایجاد و مدیریت سرمایه برای ایجاد تغییر استفاده می‌کند. در حالی‌که کارآفرینان تجاری معمولاً به بررسی بازدهی و سود بازگشتی می‌پردازند، کارآفرینان اجتماعی معمولاً گروه‌ها و سازمان‌های غیرانتفاعی ایجاد می‌کنند. کارآفرین اجتماعی به حل مشکلی می‌پردازد که واقعاً مشکل جامعه است و برای حل آن تقاضایی وجود دارد. قرار است برای حل مشکل محصولی تولید شود. این محصول می‌تواند خدمات اجتماعی باشد یا یک محصول تولیدی مثل سلول‌های خورشیدی (مثال استفاده از انرژی‌های تجدیدپذیر). محصول هر چیزی که هست باید بازاری داشته باشد و حداقل بخشی از جامعه علاقه‌مند به استفاده از آن باشند و علاقه‌ای برای پرداخت هزینه‌های محصول وجود داشته باشد؛ قرار نیست کارآفرین اجتماعی علاقه‌ای نشان دهد و محصولی تولید کند که واقعاً مورد نیاز جامعه نیست.باید دقت شود که کارآفرینی اجتماعی مجموعه بدون درآمد و یاگردش مالی نیست بلکه سودآوری ودرآمد بارویکرد ونگاه اجتماعی ورسالت وظیفه انسانی داردودغدغه حل مشکلی یا ارائه خدمتی بر اساس رویکرد اجتماعی وجود دارد
گاهی اوقات، شرکت های اجتماعی سودآور ممکن است برای حمایت از اهداف اجتماعی یا فرهنگی سازمان تأسیس شوند، اما نه به عنوان یک هدف.  به عنوان مثال، سازمانی که هدفش تامین مسکن و اشتغال برای بی خانمان ها است، ممکن است یک رستوران راه اندازی کند، هم برای جمع آوری پول و هم برای ایجاد اشتغال برای بی خانمان ها.
در سال 2010، کارآفرینی اجتماعی با استفاده از اینترنت، به ویژه شبکه های اجتماعی و وب سایت های رسانه های اجتماعی تسهیل شد.  این وب‌سایت‌ها کارآفرینان اجتماعی را قادر می‌سازند تا به افراد متعددی دسترسی پیدا کنند که هنوز از نظر جغرافیایی به هم نزدیک نیستند و اهداف مشابهی دارند و آنها را تشویق به همکاری آنلاین، اطلاعات در مورد مسائل، انتشار اطلاعات در مورد رویدادها و فعالیت‌های گروه، و جمع‌آوری سرمایه از طریق تأمین مالی جمعی می‌کنند.[4]
در سال‌های اخیر، محققان خواستار درک بهتر اکوسیستمی بوده‌اند که در آن کارآفرینی اجتماعی وجود دارد و سرمایه‌گذاری‌های اجتماعی در آن فعالیت می‌کنند.[5]  این به آنها کمک می کند تا استراتژی بهتری را تدوین کنند و به هدف نهایی خود دست یابند.[6]

## تعریف مدرن
مفهوم کارآفرینی اجتماعی در دهه 1980 ظهور کرد و از آن زمان تاکنون شتاب بیشتری به دست آورده است.  با وجود این، پس از دهه ها تلاش برای یافتن زمینه مشترک برای تعریف این مفهوم، اجماع حاصل نشده است.[8]  ماهیت پویایی شی و کثرت عدسی مفهومی مورد استفاده محققان، گرفتن آن را غیرممکن کرده است، تا جایی که محققان آن را با جانور اسطوره ای مقایسه کرده اند.[9]
محققان پیشینه‌های متفاوتی دارند که باعث ایجاد اختلاف زیادی در مفهوم‌سازی می‌شود.  اینها باید با توجه به تمرکز داده شده و چارچوب مفهومی فرض شده توسط محقق در 5 خوشه معنی مرتب شوند.  اولین گروه از نویسندگان بر شخصیت کارآفرین تمرکز می کنند که تعریف اصلی است.  جی جی دیز استدلال می کند که کارآفرینی اجتماعی نتیجه و ایجاد یک رهبر خلاق و مبتکر است.[10]
کارآفرینان اجتماعی می‌توانند طیف وسیعی از انواع شغل و زمینه‌های حرفه‌ای را شامل شوند، از مددکاری اجتماعی و توسعه جامعه تا کارآفرینی و علوم محیطی.  به همین دلیل، تشخیص اینکه چه کسی یک کارآفرین اجتماعی است دشوار است.  دیوید بورنشتاین به دلیل استراتژی‌های خلاقانه و غیرسنتی که بسیاری از کارآفرینان اجتماعی از آن استفاده می‌کنند، حتی اصطلاح «نوآور اجتماعی» را به جای کارآفرین اجتماعی به کار برده است.[11]  برای تعریف روشن‌تر از آنچه کارآفرینی اجتماعی مستلزم آن است، لازم است که کارکرد کارآفرینی اجتماعی از سایر بخش‌های داوطلبانه و فعالیت‌های خیریه‌محور جدا شود و مرزهایی که کارآفرینان اجتماعی در آن فعالیت می‌کنند، مشخص شود.[12]  برخی از محققان از محدود کردن این اصطلاح به بنیانگذاران سازمان‌هایی حمایت کرده‌اند که عمدتاً به درآمد کسب شده (به معنای درآمدی که مستقیماً از طریق پرداخت به مصرف‌کنندگان به دست می‌آید) متکی هستند، نه درآمد حاصل از کمک‌های مالی یا کمک‌های بلاعوض.  دیگران این را به کار قراردادی برای مقامات دولتی تعمیم داده اند، در حالی که برخی دیگر شامل کمک های مالی و کمک های مالی هستند.
کارآفرینی اجتماعی در جامعه مدرن شکلی نوع دوستانه از کارآفرینی را ارائه می دهد که بر منافعی که جامعه ممکن است به دست آورد تمرکز دارد.[13]  اگر رفتار یا انگیزه های شخصی نوع دوستانه باشد، به جای خود، به خوشبختی و رفاه دیگران اهمیت می دهد.[14]  به بیان ساده، کارآفرینی زمانی به یک تلاش اجتماعی تبدیل می شود که سرمایه اجتماعی را به گونه ای تغییر دهد که بر جامعه تأثیر مثبت بگذارد.[15]  این به عنوان سودمند در نظر گرفته می شود زیرا موفقیت کارآفرینی اجتماعی به عوامل بسیاری مرتبط با تأثیر اجتماعی بستگی دارد که مشاغل سنتی شرکت ها در اولویت قرار نمی گیرند.  کارآفرینان اجتماعی مشکلات اجتماعی فوری را تشخیص می‌دهند، اما همچنین به دنبال درک زمینه وسیع‌تر موضوعی هستند که رشته‌ها، زمینه‌ها و نظریه‌ها را در بر می‌گیرد.  به دست آوردن درک بیشتر از چگونگی ارتباط یک موضوع با جامعه به کارآفرینان اجتماعی اجازه می دهد تا راه حل های نوآورانه ای توسعه دهند و منابع موجود را بسیج کنند تا بر جامعه جهانی بزرگتر تأثیر بگذارند.  برخلاف کسب‌وکارهای سنتی شرکت‌های بزرگ، سرمایه‌گذاری‌های کارآفرینی اجتماعی به جای حداکثر کردن سود، بر حداکثر کردن سود در رضایت اجتماعی تمرکز دارند. هم سازمان های خصوصی و هم دولتی در سراسر جهان ابتکارات میلیارد دلاری برای توانمندسازی جوامع و افراد محروم داشته اند.  چنین حمایت‌هایی از سوی سازمان‌های جامعه، مانند آژانس‌های کمک‌رسان دولتی یا شرکت‌های خصوصی، ممکن است ایده‌های نوآورانه را برای دستیابی به مخاطبان بزرگ‌تر تسریع کند.
افراد برجسته مرتبط با کارآفرینی اجتماعی عبارتند از اختر حمید خان پاکستانی و بنگلادشی محمد یونس، رهبر کارآفرینی اجتماعی در جنوب آسیا.  یونس بنیانگذار بانک گرامین بود که مفهوم اعتبار خرد برای حمایت از نوآوران در کشورهای در حال توسعه متعدد در آسیا، آفریقا و آمریکای لاتین را آغاز کرد.[17]  او به خاطر تلاش هایش جایزه صلح نوبل را دریافت کرد.  دیگران، مانند شهردار سابق ایندیاناپولیس، استفان گلداسمیت، با استفاده از بخش خصوصی برای ارائه خدمات شهری به تلاش‌های اجتماعی در سطح محلی پرداختند.[18]

## مشخصات
بیل درایتون در سال 1980 آشوکا را تأسیس کرد، سازمانی که از کارآفرینان اجتماعی محلی حمایت می کند.  درایتون به کارمندانش می گوید که به دنبال چهار ویژگی باشند: خلاقیت، کیفیت کارآفرینی، تأثیر اجتماعی ایده، و فیبر اخلاقی.[20]  خلاقیت دو بخش دارد: هدف گذاری و حل مسئله.  کارآفرینان اجتماعی به اندازه کافی خلاق هستند تا چشم اندازی از آنچه می خواهند اتفاق بیفتد و چگونگی تحقق آن چشم انداز داشته باشند.[21]  جان الکینگتون و پاملا هارتیگان در کتاب خود به نام «قدرت افراد غیرمنطقی» مشخص می‌کنند که چرا کارآفرینان اجتماعی، به قول خودشان، غیرمنطقی هستند.  آنها استدلال می کنند که این مردان و زنان به دنبال سود در بازده اجتماعی هستند که دیگران انتظار سود را ندارند.  آنها همچنین شواهدی را که نشان می‌دهد شرکت‌هایشان شکست خواهند خورد نادیده می‌گیرند و تلاش می‌کنند نتایجی را که هیچ‌کس برای اندازه‌گیری آن‌ها مجهز نیست، اندازه‌گیری کنند.[22]  در این باره، بنیاد شواب می گوید که کارآفرینان "غیرت زیادی برای اندازه گیری و نظارت بر تاثیر خود دارند. کارآفرینان استانداردهای بالایی دارند، به ویژه در رابطه با تلاش های سازمان خود و در پاسخ به جوامعی که با آنها درگیر هستند. داده ها، هم از نظر کمی و هم کیفی. ، ابزارهای کلیدی آنها هستند که بازخورد و بهبود مستمر را هدایت می کنند."[23] آشوکا در کشورهای متعددی فعالیت می کند.
کیفیت کارآفرینی از خلاقیت ایجاد می شود.  کارآفرینان نه تنها ایده ای دارند که باید آن را اجرا کنند، بلکه می دانند چگونه آن را اجرا کنند و در چشم انداز اجرای آن واقع بین هستند.  درایتون می‌گوید: «کارآفرینان در ذهن خود این چشم‌انداز را دارند که وقتی ایده‌شان کار می‌کند، جامعه چگونه متفاوت خواهد بود، و نمی‌توانند متوقف شوند تا زمانی که این ایده نه تنها در یک مکان در کار باشد، بلکه در کل در کار باشد. جامعه."[24] این از طریق یک ایده روشن از آنچه که آنها معتقدند آینده چگونه خواهد بود و انگیزه برای تحقق این امر آشکار می شود.  علاوه بر این، کارآفرینان از وضعیت موجود راضی نیستند: آنها خواهان تغییر سالم هستند.[25]  این فرآیند تغییر به عنوان ایجاد عدم تعادل بازار از طریق تبدیل دارایی های متضاد به مکمل ها توصیف شده است.[26]

## اصطلاح کارآفرین اجتماعی
اصطلاح کارآفرین اجتماعی تنها در ۱۰ تا ۱۸ سال اخیر رواج یافته‌است اما مثال‌های کارآفرینی اجتماعی سابقه‌ای طولانی‌تر دارد. فلورانس نایتینگل (مؤسس اولین مدرسهٔ پرستاری و توسعه دهندهٔ پرستاری امروزی) نمونه‌هایی از این قبیل افراد هستند.
اصطلاح "کارآفرین اجتماعی" به افرادی اطلاق می‌شود که با استفاده از اصول و روش‌های کارآفرینی، به حل مشکلات اجتماعی می‌پردازند. این کارآفرینان به جای تمرکز صرف بر سود مالی، اهداف اجتماعی و محیطی را نیز مد نظر دارند. هدف اصلی کارآفرینان اجتماعی ایجاد تغییرات مثبت و پایدار در جامعه است. 
- ویژگی‌های کارآفرین اجتماعی:

1. تمرکز بر مشکلات اجتماعی: کارآفرینان اجتماعی به شناسایی مشکلات و نیازهای اجتماعی می‌پردازند و سعی می‌کنند راه‌حل‌هایی نوآورانه برای این مشکلات پیدا کنند.
2. نوآوری: آنها از روش‌های خلاقانه و نوآورانه برای حل مشکلات استفاده می‌کنند. این شامل توسعه مدل‌های کسب و کار جدید، استفاده از فناوری‌های نوین، و ایجاد راه‌حل‌های منحصر به فرد است.
3. تأثیر پایدار: کارآفرینان اجتماعی به دنبال ایجاد تأثیرات بلندمدت و پایدار بر جامعه هستند. آنها پروژه‌ها و کسب‌وکارهایی را راه‌اندازی می‌کنند که به طور مداوم به بهبود شرایط اجتماعی کمک کنند.
4. تأکید بر مشارکت جامعه: این کارآفرینان به طور فعالانه با جامعه همکاری می‌کنند و از نظرات و نیازهای آنها برای شکل‌دهی به راه‌حل‌ها بهره می‌برند.
5. اندازه‌گیری تأثیرات: کارآفرینان اجتماعی اغلب از ابزارها و متدهای مختلفی برای اندازه‌گیری تأثیرات اجتماعی فعالیت‌هایشان استفاده می‌کنند تا بتوانند نتایج بهتری به دست آورند.
- مثال‌هایی از کارآفرینی اجتماعی

1. کسب‌وکارهای پایدار: شرکت‌هایی که محصولات یا خدماتی را ارائه می‌دهند که به حفظ محیط زیست کمک می‌کند، مانند تولید انرژی‌های تجدیدپذیر یا محصولات قابل بازیافت.
2. آموزش و پرورش: سازمان‌ها و نهادهایی که به بهبود دسترسی به آموزش و پرورش برای اقشار محروم جامعه می‌پردازند.
3. بهداشت و درمان: پروژه‌هایی که به ارتقاء بهداشت عمومی و دسترسی به خدمات درمانی برای افراد کم‌درآمد کمک می‌کنند.
- نمونه‌های جهانی

- **Muhammad Yunus:** بنیان‌گذار بانک گرامین در بنگلادش که با ارائه وام‌های کوچک به فقرا، به بهبود وضعیت اقتصادی آنها کمک کرد و جایزه نوبل صلح را دریافت کرد.
- **Blake Mycoskie:** بنیان‌گذار TOMS Shoes که با هر خرید یک جفت کفش، یک جفت کفش به کودکان نیازمند اهدا می‌کند.
- چالش‌های کارآفرینان اجتماعی

1. تأمین مالی: بسیاری از کارآفرینان اجتماعی با چالش تأمین مالی برای پروژه‌هایشان مواجه هستند، زیرا اهداف آنها اغلب سودآوری کمتری نسبت به کسب‌وکارهای سنتی دارد.
2. پایداری: حفظ پایداری و ادامه‌دار بودن پروژه‌ها به دلیل تغییرات اجتماعی و اقتصادی می‌تواند چالش‌برانگیز باشد.
3. اندازه‌گیری تأثیرات: اندازه‌گیری دقیق تأثیرات اجتماعی و ارزیابی موفقیت پروژه‌ها می‌تواند پیچیده باشد.
کارآفرینی اجتماعی نقشی کلیدی در بهبود وضعیت اجتماعی و اقتصادی جوامع ایفا می‌کند و با ایجاد راه‌حل‌های نوآورانه، به تحقق اهداف توسعه پایدار کمک می‌کند.